# Prägratkees
Prägratkees är en glaciär i Österrike.   Den ligger i förbundslandet Tyrolen, i den centrala delen av landet, 300 km väster om huvudstaden Wien. Prägratkees ligger 2 774 meter över havet.
Terrängen runt Prägratkees är huvudsakligen bergig, men den allra närmaste omgivningen är kuperad. Runt Prägratkees är det ganska glesbefolkat, med 26 invånare per kvadratkilometer.. Närmaste större samhälle är Matrei in Osttirol, 13,7 km söder om Prägratkees. 
Trakten runt Prägratkees består i huvudsak av gräsmarker.